# Homesick James
Homesick James, geboren als James A. Williamson (Somerville (Tennessee), 30 april 1910 – Springfield (Missouri), 13 december 2006), was een Amerikaanse bluesgitarist en -zanger.

## Biografie
Al tijdens zijn kinderjaren begon hij gitaar te spelen en ontwikkelde zijn stijl in de wijdverbreide, kleine, armzalige lokalen voor de zwarten van het zuiden, waarin hij sinds 14-jarige leeftijd optrad. In de komende jaren speelde hij o.a. met Sleepy John Estes, Sonny Boy Williamson II, Snooky Pryor, Muddy Waters, Honeyboy Edwards, Blind Boy Fuller (die voor Homesick tot mentor en belangrijke sponsor werd). Hij trad ook op met Robert Johnson, maar ook met Son House, voor wie hij groot respect had.
In zijn eigen band The Dusters, die hij tijdens de jaren 1930 leidde, speelde Albert King een poos de drums. Tegen het eind van het decennium begon James zijn carrière in de studio en nam hij zijn eerste platen op voor RCA Records en Vocalion Records. Tijdens de jaren 1940 verhuisde hij naar Memphis (Tennessee), waar hij regelmatig optrad met Big Walter Horton, sowieso een van de belangrijkste mondharmonicaspelers van de blues. Begin jaren 1950 verhuisde hij weer naar het noorden en vestigde hij zich in Chicago.
Hier werd hij een vaste factor van het bluescircuit en vestigde hij de toenmalige sound van de Maxwell Street doorslaggevend. Hij trad op met Memphis Minnie (Homesicks langjarige vriendin), Big Bill Broonzy, Lonnie Johnson, Tampa Red, Yank Rachell, Robert Lockwood jr., Junior Wells, Sunnyland Slim, Little Walter en Elmore James. Tussen hem en Elmore James, die Homesick deccenialang als zijn neef aanduidde, ontwikkelde zich een bijzondere nauwe vriendschap. Homesick zou Elmore diens eerste gitaar hebben geschonken en hij had hem het slidespel bijgebracht. Hij speelde in Elmore James band van 1955 tot diens overlijden in 1963 en werkte mee aan talrijke Elmore James-hits als The Sky Is Crying, Dust My Broom en Roll and Tumble. Elmore James overleed in 1963 in aanwezigheid van Homesick in diens woning in Chicago.
Na de dood van Elmore James werkte Homesick voornamelijk onder zijn eigen naam en nam hij talrijke albums op voor Delmark Records, Prestige Records/Fantasy Records, Bluesville, Appaloosa, Stanhope, Trix Records, Black and Blue, Earwig und Icehouse. Hij trad op bij nagenoeg alle grote bluesfestivals en was jaarlijks te gast van de wel belangrijkste bluesfestivals (Chicago Blues Festival, San Francisco Blues Festival en het St. Louis Blues Festival).
Homesick James nam in 2004 zijn laatste plaat op.

## Overlijden
Homesick James overleed in december 2006 op 96-jarige leeftijd.

## Discografie
- Stones In My Passway op Blues On the South Side (Prestige Records, 1990) (opgenomen 1964);
- Crossroads op My Home Ain't Here (Fedora Records, 2004) (opgenomen 2004).

- Bibliothèque nationale de France: cb139548699 (data)
- Gemeinsame Normdatei: 134416163
- International Standard Name Identifier: 0000 0000 8090 9476
- Library of Congress Control Number: no92000050
- MusicBrainz: 44d46d87-c850-4e51-9590-daf22640d3ee
- Istituto Centrale per il Catalogo Unico: SBNV069372
- SNAC: w6ks9pfj
- Virtual International Authority File: 11871910
- WorldCat: E39PBJdcCh9T4PX4cVKRm7GbVC